# Carlos María de Alvear
Carlos María de Alvear (Santo Ângelo, 25 ottobre 1789 – Washington, 3 novembre 1852) è stato un militare e politico argentino.
Fu Direttore Supremo delle Province Unite del Río de la Plata dal 10 gennaio al 15 aprile 1815.

## Biografia
Figlio di un funzionario spagnolo, studiò in Gran Bretagna e combatté in Spagna contro l'invasione francese durante le guerre napoleoniche.
Rientrato in Argentina nel 1812, aiutò José de San Martín nell'organizzazione dell'esercito, aderì alla loggia Lautaro e partecipò all'insurrezione che rovesciò il primo Triumvirato. Fautore dell'indipendenza dalla Spagna, presiedette l'Assemblea Generale Costituente (1813), conquistò la piazzaforte spagnola di Montevideo (1814) e sconfisse il patriota José Gervasio Artigas.
Eletto direttore supremo dall'Assemblea dopo le dimissioni di suo zio Gervasio Antonio de Posadas, cercò la protezione della Gran Bretagna ma, privo di vere doti politiche, si attirò l'opposizione dei federalisti. A seguito della ribellione della provincia di Santa Fe mandò a sedarla le truppe del colonnello Ignacio Álvarez Thomas, ma questi si accordò con i ribelli a Fontezuelas il 15 aprile 1815, causandone la caduta; fu esiliato a Rio de Janeiro.
Nominato ambasciatore e poi ministro della Guerra da Bernardino Rivadavia, comandò l'esercito argentino contro il Brasile nella guerra per il possesso dell'Uruguay (1826-1828), ottenendo una vittoria decisiva ad Ituzaingó (20 febbraio 1827). Fu poi ministro della Guerra e ministro plenipotenziario a Washington.